# Campanule pyramidale
Campanula pyramidalis
Espèce
La Campanule pyramidale (Campanula pyramidalis) est une espèce de plantes de la famille des Campanulacées.